# WTA Tour 1997
Die WTA Tour 1997 (offiziell: Corel WTA Tour 1997) war der 27. Jahrgang der Damentennis-Turnierserie, die von der Women’s Tennis Association ausgetragen wird.
Die Teamwettbewerbe Hopman Cup und Fed Cup sind nicht Bestandteil der WTA Tour. Hier werden sie aufgeführt, da die Spitzenspielerinnen diese Turniere in der Regel spielen.

## Turnierplan
| Kategorie          |
| ------------------ |
| Grand Slam         |
| Tour Championships |
| Tier I             |
| Tier II            |
| Tier III           |
| Tier IV            |

| Sonstige   |
| ---------- |
| Hopman Cup |
| Fed Cup    |

### Erklärungen
Die Zeichenfolge von z. B. 128E/96Q/64D/32M hat folgende Bedeutung:

128E = 128 Spielerinnen spielen im Einzel

96Q = 96 Spielerinnen spielen die Qualifikation

64D = 64 Paarungen spielen im Doppel

32M = 32 Paarungen spielen im Mixed

### Januar
| Datum 1 | Turnier                                                                                     | Sieger(in)                             | Finalgegner(in)                      | Ergebnis      |
| ------- | ------------------------------------------------------------------------------------------- | -------------------------------------- | ------------------------------------ | ------------- |
| 30.12.. | Hopman Cup Perth, Australien ITF – 600.000 $ Hartplatz                                      | Chanda Rubin Justin Gimelstob          | Amanda Coetzer Wayne Ferreira        | 2:1           |
| 30.12.. | ASB Bank Classic Auckland, Neuseeland Tier IV – 107.500 $ Hartplatz – 32E/32Q/16D           | Marion Maruska                         | Judith Wiesner                       | 6:3, 6:1      |
| 30.12.. | ASB Bank Classic Auckland, Neuseeland Tier IV – 107.500 $ Hartplatz – 32E/32Q/16D           | Janette Husárová Dominique van Roost   | Aleksandra Olsza Elena Wagner        | 6:2, 6:7, 6:3 |
| 30.12.. | Gold Coast Classic Gold Coast, Australien Tier III – 164.250 $ Hartplatz – 30E/32Q/16D/8D   | Jelena Lichowzewa                      | Ai Sugiyama                          | 3:6, 7:6, 6:3 |
| 30.12.. | Gold Coast Classic Gold Coast, Australien Tier III – 164.250 $ Hartplatz – 30E/32Q/16D/8D   | Naoko Kijimuta Nana Miyagi             | Ruxandra Dragomir Silvia Farina      | 7:6, 6:1      |
| 06.01.  | ANZ Tasmanian International Hobart, Australien Tier IV – 107.500 Hartplatz – 32E/32Q/16D/8Q | Dominique van Roost                    | Marianne Witmeyer                    | 6:3, 6:3      |
| 06.01.  | ANZ Tasmanian International Hobart, Australien Tier IV – 107.500 Hartplatz – 32E/32Q/16D/8Q | Naoko Kijimuta Nana Miyagi             | Barbara Rittner Dominique van Roost  | 6:3, 6:1      |
| 06.01.  | Sydney International Sydney, Australien Tier II – 342.500 $ Hartplatz – 28E/32Q/16D/8Q      | Martina Hingis                         | Jennifer Capriati                    | 6:1, 5:7, 6:1 |
| 06.01.  | Sydney International Sydney, Australien Tier II – 342.500 $ Hartplatz – 28E/32Q/16D/8Q      | Gigi Fernández Arantxa Sánchez Vicario | Lindsay Davenport Natallja Swerawa   | 6:3, 6:1      |
| 13.01.  | Australian Open Melbourne, Australien Grand Slam – 3.451.626 $ Hartplatz – 128E/64Q/64D/32M | Martina Hingis                         | Mary Pierce                          | 6:2, 6:2      |
| 13.01.  | Australian Open Melbourne, Australien Grand Slam – 3.451.626 $ Hartplatz – 128E/64Q/64D/32M | Martina Hingis Natallja Swerawa        | Lindsay Davenport Lisa Raymond       | 6:2, 6:2      |
| 13.01.  | Australian Open Melbourne, Australien Grand Slam – 3.451.626 $ Hartplatz – 128E/64Q/64D/32M | Manon Bollegraf Rick Leach             | Larisa Neiland John-Laffnie de Jager | 6:3, 6:7, 7:5 |
| 27.01.  | Toray Pan Pacific Open Tokio, Japan Tier I – 926.250 $ Teppich (Halle) – 28E/32Q/16D        | Martina Hingis                         | Steffi Graf                          | kampflos      |
| 27.01.  | Toray Pan Pacific Open Tokio, Japan Tier I – 926.250 $ Teppich (Halle) – 28E/32Q/16D        | Lindsay Davenport Natallja Swerawa     | Gigi Fernández Martina Hingis        | 6:4, 6:3      |

### Februar
| Datum 1 | Turnier                                                                                           | Siegerin                         | Finalgegnerin                                  | Ergebnis       |
| ------- | ------------------------------------------------------------------------------------------------- | -------------------------------- | ---------------------------------------------- | -------------- |
| 03.02.  | EA-Generali Austrian Open Linz, Österreich Tier III – 164.250 $ Teppich (Halle) – 30E/32Q/16D     | Chanda Rubin                     | Karina Habšudová                               | 6:4, 6:2       |
| 03.02.  | EA-Generali Austrian Open Linz, Österreich Tier III – 164.250 $ Teppich (Halle) – 30E/32Q/16D     | Alexandra Fusai Nathalie Tauziat | Eva Melicharová Helena Vildová                 | 4:6, 6:3, 6:1  |
| 10.02.  | Open Gaz de France Paris, Frankreich Tier II – 450.000 $ Teppich (Halle) – 28E/32Q/16D/5Q         | Martina Hingis                   | Anke Huber                                     | 6:3, 3:6, 6:3  |
| 10.02.  | Open Gaz de France Paris, Frankreich Tier II – 450.000 $ Teppich (Halle) – 28E/32Q/16D/5Q         | Martina Hingis Jana Novotná      | Alexandra Fusai Rita Grande                    | 6:3, 6:0       |
| 17.02.  | Faber Grand Prix Hannover, Deutschland Tier II – 450.000 $ Teppich (Halle) – 28E/32Q/16D          | Iva Majoli                       | Jana Novotná                                   | 4:6, 7:64, 6:4 |
| 17.02.  | Faber Grand Prix Hannover, Deutschland Tier II – 450.000 $ Teppich (Halle) – 28E/32Q/16D          | Nicole Arendt Manon Bollegraf    | Larisa Neiland Brenda Schultz-McCarthy         | 4:6, 6:3, 7:64 |
| 17.02.  | IGA Tennis Classic Oklahoma City, Vereinigte Staaten Tier III – 164.250 $ Hartplatz – 30E/31Q/16D | Lindsay Davenport                | Lisa Raymond                                   | 6:4, 6:2       |
| 17.02.  | IGA Tennis Classic Oklahoma City, Vereinigte Staaten Tier III – 164.250 $ Hartplatz – 30E/31Q/16D | Rika Hiraki Nana Miyagi          | Marianne Werdel-Witmeyer Tami Whitlinger-Jones | 6:4, 6:1       |

### März
| Datum 1 | Turnier                                                                                             | Siegerin                                 | Finalgegnerin                   | Ergebnis      |
| ------- | --------------------------------------------------------------------------------------------------- | ---------------------------------------- | ------------------------------- | ------------- |
| 03.03.  | State Farm Evert Cup Indian Wells, Vereinigte Staaten Tier I – 1.250.000 $ Hartplatz – 56E/32Q/28D  | Lindsay Davenport                        | Irina Spîrlea                   | 6:2, 6:1      |
| 03.03.  | State Farm Evert Cup Indian Wells, Vereinigte Staaten Tier I – 1.250.000 $ Hartplatz – 56E/32Q/28D  | Lindsay Davenport Natallja Swerawa       | Lisa Raymond Nathalie Tauziat   | 6:3, 6:2      |
| 17.03.  | The Lipton Championships Miami, Vereinigte Staaten Tier I – 1.750.000 $ Hartplatz – 96E/64Q/48D     | Martina Hingis                           | Monica Seles                    | 6:2, 6:1      |
| 17.03.  | The Lipton Championships Miami, Vereinigte Staaten Tier I – 1.750.000 $ Hartplatz – 96E/64Q/48D     | Arantxa Sánchez Vicario Natallja Swerawa | Sabine Appelmans Miriam Oremans | 6:2, 6:3      |
| 31.03.  | Family Circle Cup Hilton Head Island, Vereinigte Staaten Tier I – 926.250 $ Sandplatz – 56E/32Q/28D | Martina Hingis                           | Monica Seles                    | 3:6, 6:3, 7:6 |
| 31.03.  | Family Circle Cup Hilton Head Island, Vereinigte Staaten Tier I – 926.250 $ Sandplatz – 56E/32Q/28D | Mary Joe Fernández Martina Hingis        | Lindsay Davenport Jana Novotná  | 7:5, 4:6, 6:1 |

### April
| Datum 1 | Turnier                                                                                                   | Siegerin                             | Finalgegnerin                     | Ergebnis      |
| ------- | --- | ------------------------------------ | --------------------------------- | ------------- |
| 07.04.  | Bausch & Lomb Championships Amelia Island, Vereinigte Staaten Tier II – 450.000 $ Sandplatz – 56E/32Q/28D | Lindsay Davenport                    | Mary Pierce                       | 6:2, 6:3      |
| 07.04.  | Bausch & Lomb Championships Amelia Island, Vereinigte Staaten Tier II – 450.000 $ Sandplatz – 56E/32Q/28D | Lindsay Davenport Jana Novotná       | Nicole Arendt Manon Bollegraf     | 6:3, 6:0      |
| 14.04.  | Japan Open Tokio, Japan Tier III – 164.250 $ Hartplatz – 30E/32Q/16D/8Q                                   | Ai Sugiyama                          | Amy Frazier                       | 4:6, 6:4, 6:4 |
| 14.04.  | Japan Open Tokio, Japan Tier III – 164.250 $ Hartplatz – 30E/32Q/16D/8Q                                   | Alexia Dechaume-Balleret Rika Hiraki | Kerry-Anne Guse Corina Morariu    | 6:4, 6:2      |
| 21.04.  | Budapest Lotto Open Budapest, Ungarn Tier IV – 107.500 $ Sandplatz – 32E/32Q/16D                          | Amanda Coetzer                       | Sabine Appelmans                  | 6:1, 6:3      |
| 21.04.  | Budapest Lotto Open Budapest, Ungarn Tier IV – 107.500 $ Sandplatz – 32E/32Q/16D                          | Amanda Coetzer Alexandra Fusai       | Eva Martincová Elena Wagner       | 6:3, 6:1      |
| 21.04.  | Danamon Open Jakarta, Indonesien Tier IV – 107.500 $ Hartplatz – 32E/28Q/16D                              | Naoko Sawamatsu                      | Yuka Yoshida                      | 6:3, 6:2      |
| 21.04.  | Danamon Open Jakarta, Indonesien Tier IV – 107.500 $ Hartplatz – 32E/28Q/16D                              | Kerry-Anne Guse Kristine Radford     | Lenka Němečková Yuka Yoshida      | 6:4, 5:7, 7:5 |
| 28.04.  | Croatian Bol Ladies Open Bol, Kroatien Tier IV – 107.500 $ Sandplatz – 32E/24Q/16D/4Q                     | Mirjana Lučić                        | Corina Morariu                    | 7:5, 6:7, 7:6 |
| 28.04.  | Croatian Bol Ladies Open Bol, Kroatien Tier IV – 107.500 $ Sandplatz – 32E/24Q/16D/4Q                     | Laura Montalvo Henrieta Nagyová      | María José Gaidano Marion Maruska | 6:3, 6:1      |
| 28.04.  | Rexona Cup Hamburg, Deutschland Tier II – 450.000 $ Sandplatz – 28E/32Q/16D                               | Iva Majoli                           | Ruxandra Dragomir                 | 6:3, 6:2      |
| 28.04.  | Rexona Cup Hamburg, Deutschland Tier II – 450.000 $ Sandplatz – 28E/32Q/16D                               | Anke Huber Mary Pierce               | Ruxandra Dragomir Iva Majoli      | 2:6, 7:6, 6:2 |

### Mai
| Datum 1 | Turnier                                                                                         | Sieger(in)                                 | Finalgegner(in)                     | Ergebnis      |
| ------- | ----------------------------------------------------------------------------------------------- | ------------------------------------------ | ----------------------------------- | ------------- |
| 05.05.  | Campionati Internazionali d’Italia Rom, Italien Tier I – 926.250 $ Sandplatz – 56E/32Q/28D      | Mary Pierce                                | Conchita Martínez                   | 6:4, 6:0      |
| 05.05.  | Campionati Internazionali d’Italia Rom, Italien Tier I – 926.250 $ Sandplatz – 56E/32Q/28D      | Nicole Arendt Manon Bollegraf              | Conchita Martínez Patricia Tarabini | 6:2, 6:4      |
| 12.05.  | German Open Berlin, Deutschland Tier I – 926.250 $ Sandplatz – 56E/32Q/28D/7Q                   | Mary Joe Fernández                         | Mary Pierce                         | 6:4, 6:2      |
| 12.05.  | German Open Berlin, Deutschland Tier I – 926.250 $ Sandplatz – 56E/32Q/28D/7Q                   | Lindsay Davenport Jana Novotná             | Gigi Fernández Natallja Swerawa     | 6:2, 3:6, 6:2 |
| 12.05.  | Welsh International Open Cardiff, Großbritannien Tier IV – 107.500 $ Sandplatz – 32E/32Q/16D/8Q | Virginia Ruano                             | Alexia Dechaume-Balleret            | 6:1, 3:6, 6:2 |
| 12.05.  | Welsh International Open Cardiff, Großbritannien Tier IV – 107.500 $ Sandplatz – 32E/32Q/16D/8Q | Debbie Graham Kerry-Anne Guse              | Julie Pullin Lorna Woodroffe        | 6:3, 6:4      |
| 19.05.  | Internationaux de Strasbourg Straßburg, Frankreich Tier III – 250.000 $ Sandplatz – 30E/32Q/16D | Steffi Graf                                | Mirjana Lučić                       | 6:2, 7:5      |
| 19.05.  | Internationaux de Strasbourg Straßburg, Frankreich Tier III – 250.000 $ Sandplatz – 30E/32Q/16D | Helena Suková Natallja Swerawa             | Jelena Lichowzewa Ai Sugiyama       | 6:1, 6:1      |
| 19.05.  | Open Páginas Amarillas Madrid, Spanien Tier III – 200.000 $ Sandplatz – 30E/15D                 | Jana Novotná                               | Monica Seles                        | 7:5, 6:1      |
| 19.05.  | Open Páginas Amarillas Madrid, Spanien Tier III – 200.000 $ Sandplatz – 30E/15D                 | Mary Joe Fernández Arantxa Sánchez Vicario | Inés Gorrochategui Irina Spîrlea    | 6:3, 6:2      |
| 19.05.  | World Doubles Cup Edinburgh, Großbritannien 188.125 $ Sandplatz – 8D                            | Nicole Arendt Manon Bollegraf              | Rachel McQuillan Nana Miyagi        | 6:1, 3:6, 7:5 |
| 26.05.  | French Open Paris, Frankreich Grand Slam – 4.566.003 $ Sandplatz – 128E/64Q/64D/64M             | Iva Majoli                                 | Martina Hingis                      | 6:4, 6:2      |
| 26.05.  | French Open Paris, Frankreich Grand Slam – 4.566.003 $ Sandplatz – 128E/64Q/64D/64M             | Gigi Fernández Natallja Swerawa            | Mary Joe Fernández Lisa Raymond     | 6:2, 6:3      |
| 26.05.  | French Open Paris, Frankreich Grand Slam – 4.566.003 $ Sandplatz – 128E/64Q/64D/64M             | Rika Hiraki Mahesh Bhupathi                | Lisa Raymond Patrick Galbraith      | 6:4, 6:1      |

### Juni
| Datum 1 | Turnier | Sieger(in)                                                  | Finalgegner(in)                                             | Ergebnis              |
| ------- | --- | ----------------------------------------------------------- | ----------------------------------------------------------- | --------------------- |
| 09.06.  | DFS Classic Birmingham, Großbritannien Tier III – 164.250 $ Rasen – 56E/32Q/28D/8Q                            | Nathalie Tauziat                                            | Yayuk Basuki                                                | 2:6, 6:2, 6:2         |
| 09.06.  | DFS Classic Birmingham, Großbritannien Tier III – 164.250 $ Rasen – 56E/32Q/28D/8Q                            | Katrina Adams Larisa Neiland                                | Nathalie Tauziat Linda Wild                                 | 6:2, 6:3              |
| 16.06.  | Heineken Trophy Rosmalen, Niederlande Tier III – 164.250 $ Rasen – 30E/16D                                    | Ruxandra Dragomir                                           | Miriam Oremans                                              | 5:7, 6:2, 6:4         |
| 16.06.  | Heineken Trophy Rosmalen, Niederlande Tier III – 164.250 $ Rasen – 30E/16D                                    | Eva Melicharová Helena Vildová                              | Karina Habšudová Florencia Labat                            | 6:3, 7:66             |
| 16.06.  | Direct Line International Championships Eastbourne, Großbritannien Tier II – 450.000 $ Rasen – 28E/32Q/16D/8Q | Jana Novotná Arantxa Sánchez Vicario                        | Jana Novotná Arantxa Sánchez Vicario                        | abgesagt wegen Regens |
| 16.06.  | Direct Line International Championships Eastbourne, Großbritannien Tier II – 450.000 $ Rasen – 28E/32Q/16D/8Q | Nicole Arendt / Manon Bollegraf Lori McNeil / Helena Suková | Nicole Arendt / Manon Bollegraf Lori McNeil / Helena Suková | abgesagt wegen Regens |
| 23.06.  | Wimbledon Championships London, Großbritannien Grand Slam – 4.083.056 $ Rasen – 128E/64Q/64D/16Q/64M          | Martina Hingis                                              | Jana Novotná                                                | 2:6, 6:3, 6:3         |
| 23.06.  | Wimbledon Championships London, Großbritannien Grand Slam – 4.083.056 $ Rasen – 128E/64Q/64D/16Q/64M          | Gigi Fernández Natallja Swerawa                             | Nicole Arendt Manon Bollegraf                               | 7:64, 6:4             |
| 23.06.  | Wimbledon Championships London, Großbritannien Grand Slam – 4.083.056 $ Rasen – 128E/64Q/64D/16Q/64M          | Helena Suková Cyril Suk                                     | Larisa Neiland Andrei Olchowski                             | 4:6, 6:3, 6:4         |

### Juli
| Datum 1 | Turnier                                                                                           | Siegerin                               | Finalgegnerin                       | Ergebnis      |
| ------- | ------------------------------------------------------------------------------------------------- | -------------------------------------- | ----------------------------------- | ------------- |
| 14.07.  | Skoda Czech Open Prag, Tschechien Tier IV – 160.000 €$ Sandplatz – 32E/28Q/16Q                    | Joannette Kruger                       | Marion Maruska                      | 6:1, 6:1      |
| 14.07.  | Skoda Czech Open Prag, Tschechien Tier IV – 160.000 €$ Sandplatz – 32E/28Q/16Q                    | Ruxandra Dragomir Karina Habšudová     | Eva Martincová Helena Vildová       | 6:1, 5:7, 6:2 |
| 14.07.  | Torneo Internazionale Palermo, Italien Tier IV – 163.000 $ Sandplatz – 32E/28Q/16D                | Sandrine Testud                        | Jelena Makarowa                     | 7:5, 6:3      |
| 14.07.  | Torneo Internazionale Palermo, Italien Tier IV – 163.000 $ Sandplatz – 32E/28Q/16D                | Silvia Farina Barbara Schett           | Florencia Labat Mercedes Paz        | 2:6, 6:1, 6:4 |
| 21.07.  | Bank of the West Classic Stanford, Vereinigte Staaten Tier II – 450.000 $ Hartplatz – 28E/21Q/16D | Martina Hingis                         | Conchita Martínez                   | 6:0, 6:2      |
| 21.07.  | Bank of the West Classic Stanford, Vereinigte Staaten Tier II – 450.000 $ Hartplatz – 28E/21Q/16D | Lindsay Davenport Martina Hingis       | Conchita Martínez Patricia Tarabini | 6:1, 6:3      |
| 21.07.  | Warsaw Cup by Heros Warschau, Polen Tier III – 164.250 $ Sandplatz – 30E/32Q/16D                  | Barbara Paulus                         | Henrieta Nagyová                    | 6:4, 6:4      |
| 21.07.  | Warsaw Cup by Heros Warschau, Polen Tier III – 164.250 $ Sandplatz – 30E/32Q/16D                  | Ruxandra Dragomir Inés Gorrochategui   | Meike Babel Catherine Barclay       | 6:4, 6:0      |
| 28.07.  | Meta Styrian Open Maria Lankowitz, Österreich Tier IV – 107.500 $ Sandplatz – 32E/32Q/16D/6Q      | Barbara Schett                         | Henrieta Nagyová                    | 3:6, 6:2, 6:3 |
| 28.07.  | Meta Styrian Open Maria Lankowitz, Österreich Tier IV – 107.500 $ Sandplatz – 32E/32Q/16D/6Q      | Eva Melicharová Helena Vildová         | Radka Bobková Wiltrud Probst        | 6:2, 6:2      |
| 28.07.  | Toshiba Classic San Diego, Vereinigte Staaten Tier II – 450.000 $ Hartplatz – 28E/32Q/16D         | Martina Hingis                         | Monica Seles                        | 7:6, 6:4      |
| 28.07.  | Toshiba Classic San Diego, Vereinigte Staaten Tier II – 450.000 $ Hartplatz – 28E/32Q/16D         | Martina Hingis Arantxa Sánchez Vicario | Amy Frazier Kimberly Po             | 6:3, 7:5      |

### August
| Datum 1 | Turnier | Sieger(in)                     | Finalgegner(in)                  | Ergebnis       |
| ------- | --- | ------------------------------ | -------------------------------- | -------------- |
| 04.08.  | Acura Classic Manhattan Beach, Vereinigte Staaten Tier II – 450.000 $ Hartplatz – 28E/32Q/16D               | Monica Seles                   | Lindsay Davenport                | 5:7, 7:5, 6:4  |
| 04.08.  | Acura Classic Manhattan Beach, Vereinigte Staaten Tier II – 450.000 $ Hartplatz – 28E/32Q/16D               | Yayuk Basuki Caroline Vis      | Larisa Neiland Helena Suková     | 7:6, 6:3       |
| 11.08.  | du Maurier Open Toronto, Kanada Tier I – 926.250 $ Hartplatz – 56E/32Q/28D/8Q                               | Monica Seles                   | Anke Huber                       | 6:2, 6:4       |
| 11.08.  | du Maurier Open Toronto, Kanada Tier I – 926.250 $ Hartplatz – 56E/32Q/28D/8Q                               | Yayuk Basuki Caroline Vis      | Nicole Arendt Manon Bollegraf    | 3:6, 7:5, 6:4  |
| 18.08.  | U.S. Hardcourt Championships Stone Mountain, Vereinigte Staaten Tier II – 450.000 $ Hartplatz – 28E/32Q/16D | Lindsay Davenport              | Sandrine Testud                  | 6:4, 6:1       |
| 18.08.  | U.S. Hardcourt Championships Stone Mountain, Vereinigte Staaten Tier II – 450.000 $ Hartplatz – 28E/32Q/16D | Nicole Arendt Manon Bollegraf  | Alexandra Fusai Nathalie Tauziat | 6:7, 6:3, 6:2  |
| 25.08.  | US Open New York, Vereinigte Staaten Grand Slam – 4.976.000 $ Hartplatz – 128E/64Q/64D/16Q/32M              | Martina Hingis                 | Venus Williams                   | 6:0, 6:4       |
| 25.08.  | US Open New York, Vereinigte Staaten Grand Slam – 4.976.000 $ Hartplatz – 128E/64Q/64D/16Q/32M              | Lindsay Davenport Jana Novotná | Gigi Fernández Natallja Swerawa  | 6:3, 6:4       |
| 25.08.  | US Open New York, Vereinigte Staaten Grand Slam – 4.976.000 $ Hartplatz – 128E/64Q/64D/16Q/32M              | Manon Bollegraf Rick Leach     | Mercedes Paz Pablo Albano        | 3:6, 7:5, 7:63 |

### September
| Datum 1 | Turnier                                                                                                | Siegerin                    | Finalgegnerin                     | Ergebnis       |
| ------- | --- | --------------------------- | --------------------------------- | -------------- |
| 15.09.  | Toyota Princess Cup Tokio, Japan Tier II – 450.000 $ Hartplatz – 28E/31Q/16D                           | Monica Seles                | Arantxa Sánchez Vicario           | 6:1, 3:6, 7:66 |
| 15.09.  | Toyota Princess Cup Tokio, Japan Tier II – 450.000 $ Hartplatz – 28E/31Q/16D                           | Monica Seles Ai Sugiyama    | Julie Halard-Decugis Chanda Rubin | 6:1, 6:0       |
| 22.09.  | Sparkassen Cup International Grand Prix Leipzig, Deutschland Tier II – 450.000 $ Teppich – 28E/29Q/16D | Jana Novotná                | Amanda Coetzer                    | 6:2, 4:6, 6:3  |
| 22.09.  | Sparkassen Cup International Grand Prix Leipzig, Deutschland Tier II – 450.000 $ Teppich – 28E/29Q/16D | Martina Hingis Jana Novotná | Yayuk Basuki Helena Suková        | 6:2, 6:2       |
| 22.09.  | Wismilak International Surabaya, Indonesien Tier IV – 155.340 $ Hartplatz – 32E/27Q/16D                | Dominique van Roost         | Lenka Němečková                   | 6:1, 6:3       |
| 22.09.  | Wismilak International Surabaya, Indonesien Tier IV – 155.340 $ Hartplatz – 32E/27Q/16D                | Kerry-Anne Guse Rika Hiraki | Maureen Drake Renata Kolbovic     | 6:1, 7:6       |
| 29.09.  | Fed Cup Finale ’s-Hertogenbosch, Niederlande, Teppich                                                  | Frankreich                  | Niederlande                       | 2:1            |

### Oktober
| Datum 1 | Turnier                                                                                                | Siegerin                                 | Finalgegnerin                    | Ergebnis             |
| ------- | --- | ---------------------------------------- | -------------------------------- | -------------------- |
| 06.10.  | Porsche Tennis Grand Prix Filderstadt, Deutschland Tier II – 450.000 $ Hartplatz (Halle) – 28E/32Q/16D | Martina Hingis                           | Lisa Raymond                     | 6:4, 6:2             |
| 06.10.  | Porsche Tennis Grand Prix Filderstadt, Deutschland Tier II – 450.000 $ Hartplatz (Halle) – 28E/32Q/16D | Martina Hingis Arantxa Sánchez Vicario   | Lindsay Davenport Jana Novotná   | 7:6, 3:6, 7.6        |
| 13.10.  | European Indoors Championships Zürich, Schweiz Tier I – 926.250 $ Hartplatz (Halle) – 28E/32Q/16D/5Q   | Lindsay Davenport                        | Nathalie Tauziat                 | 7:6, 7:5             |
| 13.10.  | European Indoors Championships Zürich, Schweiz Tier I – 926.250 $ Hartplatz (Halle) – 28E/32Q/16D/5Q   | Martina Hingis Arantxa Sánchez Vicario   | Larisa Neiland Helena Suková     | 4:6, 6:4, 6:1        |
| 20.10.  | Challenge Bell Québec, Kanada Tier III – 164.250 $ Teppich (Halle) – 30E/24Q/16D                       | Brenda Schultz                           | Dominique Van Roost              | 6:4, 6:7, 7:5        |
| 20.10.  | Challenge Bell Québec, Kanada Tier III – 164.250 $ Teppich (Halle) – 30E/24Q/16D                       | Lisa Raymond Rennae Stubbs               | Alexandra Fusai Nathalie Tauziat | 6:4, 5:7, 7:5        |
| 20.10.  | Seat Open Luxembourg Luxemburg, Luxemburg Tier III – 164.250 $ Teppich (Halle) – 30E/32Q/16D           | Amanda Coetzer                           | Barbara Paulus                   | 6:4, 3:6, 7:5        |
| 20.10.  | Seat Open Luxembourg Luxemburg, Luxemburg Tier III – 164.250 $ Teppich (Halle) – 30E/32Q/16D           | Larisa Neiland Helena Suková             | Meike Babel Laurence Courtois    | 6:2, 6:4             |
| 27.10.  | Kremlin Cup Moskau, Russland Tier I – 926.250 $ Teppich (Halle) – 28E/29Q/16D/6Q                       | Jana Novotná                             | Ai Sugiyama                      | 6:3, 6:4             |
| 27.10.  | Kremlin Cup Moskau, Russland Tier I – 926.250 $ Teppich (Halle) – 28E/29Q/16D/6Q                       | Arantxa Sánchez Vicario Natallja Swerawa | Yayuk Basuki Caroline Vis        | 5:3 Disqualifikation |

### November
| Datum 1 | Turnier                                                                                                  | Siegerin                         | Finalgegnerin                       | Ergebnis      |
| ------- | --- | -------------------------------- | ----------------------------------- | ------------- |
| 03.11.  | Ameritech Cup Chicago, Vereinigte Staaten Tier II – 450.000 $ Teppich (Halle) – 28E/32Q/16D              | Lindsay Davenport                | Nathalie Tauziat                    | 6:0, 7:5      |
| 03.11.  | Ameritech Cup Chicago, Vereinigte Staaten Tier II – 450.000 $ Teppich (Halle) – 28E/32Q/16D              | Alexandra Fusai Nathalie Tauziat | Lindsay Davenport Monica Seles      | 6:3, 6:2      |
| 10.11.  | Advanta Championships Philadelphia, Vereinigte Staaten Tier II – 450.000 $ Teppich (Halle) – 28E/32Q/16D | Martina Hingis                   | Lindsay Davenport                   | 7:5, 6:7, 7:6 |
| 10.11.  | Advanta Championships Philadelphia, Vereinigte Staaten Tier II – 450.000 $ Teppich (Halle) – 28E/32Q/16D | Lisa Raymond Rennae Stubbs       | Lindsay Davenport Jana Novotná      | 6:3, 7:5      |
| 17.11.  | Volvo Women’s Open Pattaya, Thailand Tier IV – 107.500 $ Hartplatz – 32E/29Q/16D/8Q                      | Henrieta Nagyová                 | Dominique van Roost                 | 7:5, 6:7, 7:5 |
| 17.11.  | Volvo Women’s Open Pattaya, Thailand Tier IV – 107.500 $ Hartplatz – 32E/29Q/16D/8Q                      | Kristine Kunce Corina Morariu    | Florencia Labat Dominique van Roost | 6:3, 6:4      |
| 17.11.  | Chase Championships New York City, Vereinigte Staaten Masters – 2.000.000 $ Teppich (Halle) – 16E/8D     | Jana Novotná                     | Mary Pierce                         | 7:6, 6:2, 6:3 |
| 17.11.  | Chase Championships New York City, Vereinigte Staaten Masters – 2.000.000 $ Teppich (Halle) – 16E/8D     | Lindsay Davenport Jana Novotná   | Alexandra Fusai Nathalie Tauziat    | 6:7, 6:3, 6:2 |